# Addiopizzo
Comitato Addiopizzo – sycylijski ruch antymafijny utworzony w Palermo w 2004. Nazwa oznacza odmowę płacenia haraczu cosa nostrze – addio znaczy ‘żegnaj’, pizzo zaś ‘haracz’. Organizacja rozpowszechnia naklejki z tekstem Un intero popolo che paga il pizzo, è un popolo senza dignità, co znaczy Społeczeństwo płacące haracz jest społeczeństwem bez godności. Ruch deklaruje, że reprezentuje krytycznych konsumentów. Ocenia się, że ok. 80% przedsiębiorców sycylijskich płaci pizzo